# Saint-Cassien (Dordogne)
Saint-Cassien is een gemeente in het Franse departement Dordogne (regio Nouvelle-Aquitaine) en telt 31 inwoners (2009). De plaats maakt deel uit van het arrondissement Bergerac.

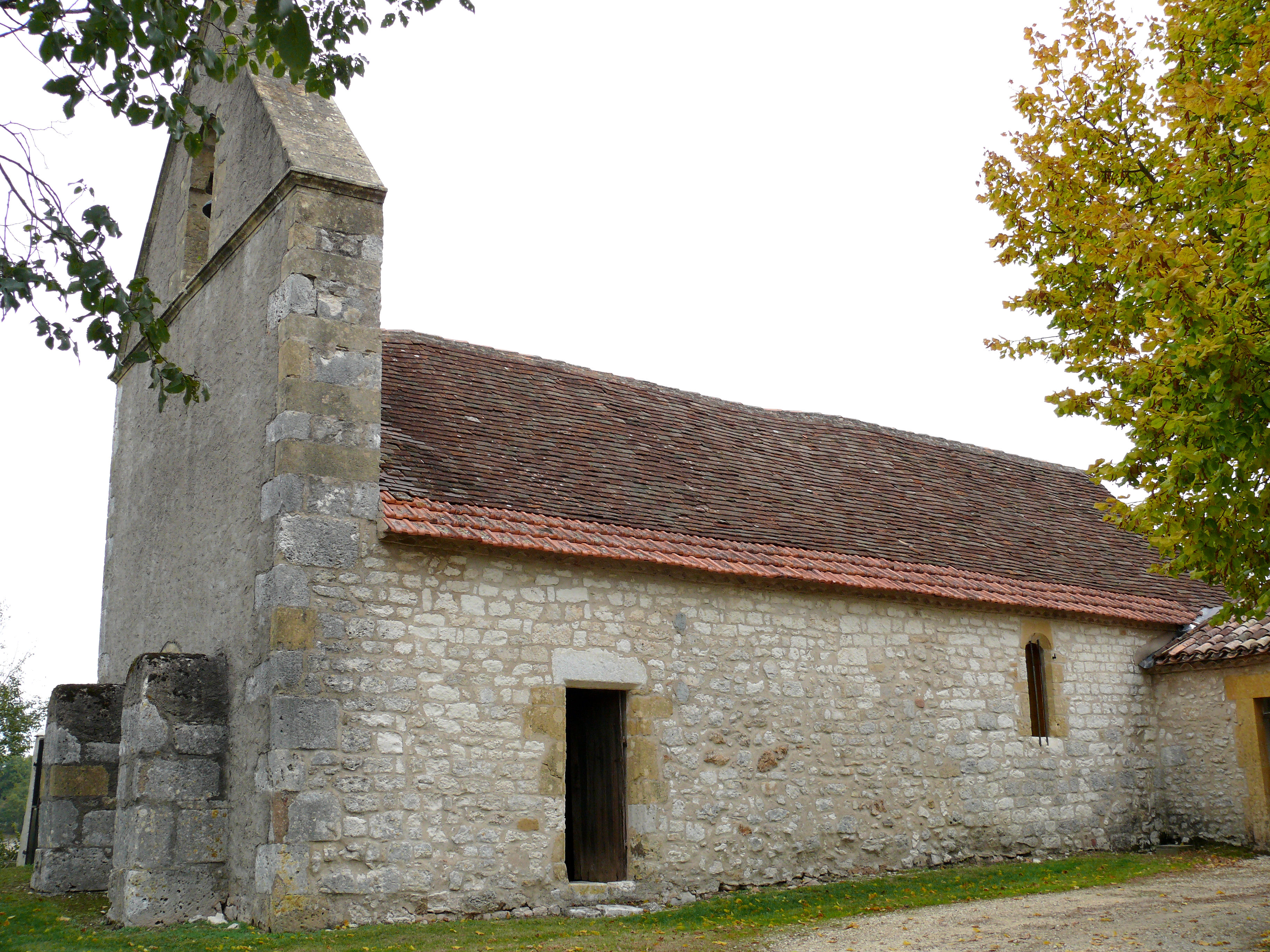
Kerk
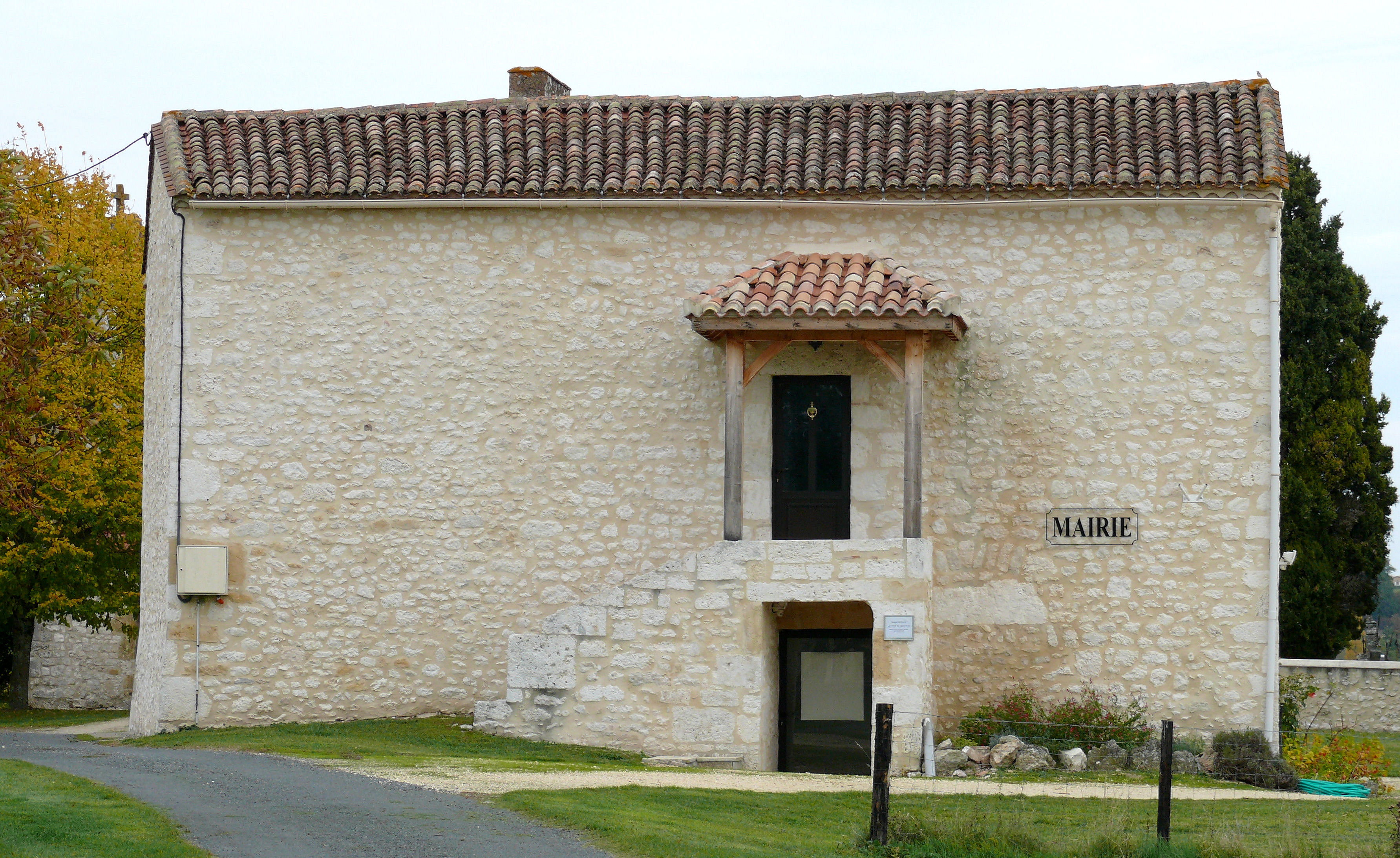
Gemeentehuis

## Geografie
De oppervlakte van Saint-Cassien bedraagt 5,0 km², de bevolkingsdichtheid is dus 6,2 inwoners per km².
De onderstaande kaart toont de ligging van Saint-Cassien (Dordogne) met de belangrijkste infrastructuur en aangrenzende gemeenten.

## Demografie
Onderstaande figuur toont het verloop van het inwonertal (bron: INSEE-tellingen).